# Miguel de la Paz
Miguel de la Paz de Avís y Trastámara (en portugais Miguel da Paz de Trastâmara e Avis) (23 août 1498, Saragosse – 19 juillet 1500, Grenade) était un prince portugais, fils de Manuel Ier et de sa première épouse, Isabelle d’Aragon, princesse des Asturies, héritier des couronnes de Portugal, Castille, León et Aragon.

## Biographie

La péninsule Ibérique du temps de Miguel de la Paz.

Petit-fils des rois catholiques et du roi de Portugal, l'infant Miguel de la Paz est né à Saragosse, en Espagne, le 23 août 1498. Sa mère meurt en couches, moins d’une heure après l’avoir mis au monde. Dès sa naissance, il hérite des titres dynastiques de trois couronnes de la péninsule Ibérique (Portugal, Castille et Aragon). Dans les deux années qui suivent sa naissance, il est reconnu héritier du trône de son père, le roi de Portugal, ainsi que des possessions de ses grands-parents maternels, Ferdinand II d’Aragon et Isabelle la Catholique. En plus du Portugal, il est appelé à régner sur la Castille, le León et l' Aragon. Il est dès lors titré prince de Portugal (en), prince des Asturies et prince de Gérone.
Le 19 juillet 1500, Miguel meurt à Grenade, dans les bras de sa grand-mère. Il est inhumé en la chapelle royale de Grenade.
En octobre, son père se remarie à Marie d’Aragon, sœur cadette d’Isabelle. Marie donnera naissance à dix enfants, parmi lesquels le prince héritier et futur Jean III.
Les espoirs de Ferdinand II et d’Isabelle de voir s’unifier tous les royaumes de la péninsule s’éteignent avec la mort de Miguel. Son autre tante maternelle, Jeanne, mariée à l'archiduc Philippe d'Autriche, comte de Bourogne, prince des Pays-Bas bourguignons et fils aîné de l'empereur Maximilien Ier du Saint-Empire, reçoit la Castille, le León et l’Aragon en héritage, qui passeront vite à son fils, le futur Charles Quint.
Il faudra attendre quatre-vingts ans pour voir le vœu de Ferdinand II et d’Isabelle se réaliser lorsque Philippe II, roi d’Espagne, réunira les royaumes de 1580 à 1640.